# شریک‌آباد (حاجی‌آباد)
شریک‌آباد (حاجی‌آباد)، روستایی از توابع بخش احمدی شهرستان حاجی‌آباد در استان هرمزگان ایران است.

## جمعیت
این روستا در دهستان کوه شاه قرار دارد و براساس سرشماری مرکز آمار ایران در سال ۱۳۸۵، جمعیت آن ۷۴ نفر (۱۹خانوار) بوده‌است.  این روستا شیعه مذهب بوده و زبان مردم این روستا فارسی با گویش بندری است. 